# Ivolândia
Ivolândia là một đô thị thuộc bang Goiás, Brasil. Đô thị này có diện tích 1262,837 km², dân số năm 2007 là 2976 người, mật độ 2,4 người/km².